# Lycée international des Pontonniers
Le lycée international des Pontonniers est un établissement français d'enseignement secondaire et supérieur, situé 1, rue des Pontonniers à Strasbourg (Bas-Rhin), dans le centre-ville, non loin de la cathédrale, et qui accueille des sections internationales.
Le lycée accueille 1 052 élèves en 2014, de la seconde aux classes préparatoires économiques et commerciales. Il est réputé pour ses résultats au baccalauréat.
Le lycée international comporte des filières à recrutement spécifique : les sections internationales correspondent à la vocation européenne de Strasbourg, à son contexte culturel et économique international. De telles structures répondent aux besoins des personnels de nombreux organismes européens et d'entreprises multinationales installés dans la région. À ce jour il y a six sections internationales : anglaise, allemande, espagnole, italienne, polonaise et russe.
La particularité du lycée est son bâtiment, construit en 1902 par l'architecte Johann Karl Ott dans un style historiciste empruntant à l'architecture germanique des XVe et XVIe siècles.

## Histoire
Le lycée est situé le long de l'Ill, rivière ceinturant la Grande Île de Strasbourg. En 1299, des franciscaines sont installées à cet endroit et la Topographiae Alsatiae mentionne le couvent, Sancta Clara in Undis, autrement dit Sainte-Claire-aux-Ondes (c'est ainsi qu'on appelait les couvents près de l'eau).
Quand les Français arrivent à Strasbourg en 1681, Vauban fait installer des régiments dans le couvent désert. Aussi, c'est tout naturellement qu'en 1789, lors de la Révolution, la caserne vide hébergera le fameux régiment des Pontonniers du général Eblé.
Le chroniqueur Philippe Ségur relate les exploits des hommes d'Eblé. Le 26 novembre 1812, dans l'eau glacée de la Bérézina, quatre cents « pontonniers » néerlandais s'évertuent à monter les passerelles de bois qui sauveront les débris de la « Grande Armée ». La plupart de ces héros obscurs mourront de froid dans les jours suivants. Quatre-vingt-dix ans plus tard, on procède au démontage de la caserne où résidait en temps de paix, de 1792 à 1870, ce corps spécialisé dans le génie militaire et la construction des ponts.
Fondée en 1815 à Strasbourg, l'École supérieure de jeunes filles était à l'étroit dans un local de la Cour d'Andlau. Les pères conscrits de la Municipalité tenaient à donner à leurs filles une éducation soignée et moderne comprenant notamment une bonne connaissance de l'allemand et du français.

## La construction du lycée
Après la chute de l'Empire, la caserne fut abandonnée et le resta pendant longtemps. En 1871, lorsque les Allemands décidèrent de faire de Strasbourg la capitale du Reichsland Elsaß-Lothringen en même temps que d'agrandir la ville, ils mirent en place une nouvelle politique éducative. Il fallait soustraire les jeunes filles à l'influence francophile des sœurs. Dans le même temps, le lycée de jeunes filles de l'époque étant devenu trop petit, la nécessité d'un nouveau bâtiment se fit jour.
Le conseil municipal chercha un terrain peu cher et bien situé, qu'il trouva dans le site de la caserne des pontonniers, idéalement située à mi-chemin entre le pouvoir politique (le palais du Kaiser, place de la République) et le pouvoir universitaire (l'Université récemment crée, place Sébastien-Brant).
Le conseil municipal ne lésina pas à construire un établissement modèle qui fut achevé juste avant la rentrée 1902. La municipalité confia les travaux aux architectes Gustave Oberthür, Dauchy, et Kratz, assistés de l'architecte municipal Ott, qui choisit un style historiciste, imitant de nombreux styles architecturaux de la ville, et reprenant des motifs de constructions préexistantes, pourtant en contradiction avec l'imposant style imposant dit « wilhelmien » de l'extension au nord et à l'ouest du centre ancien.

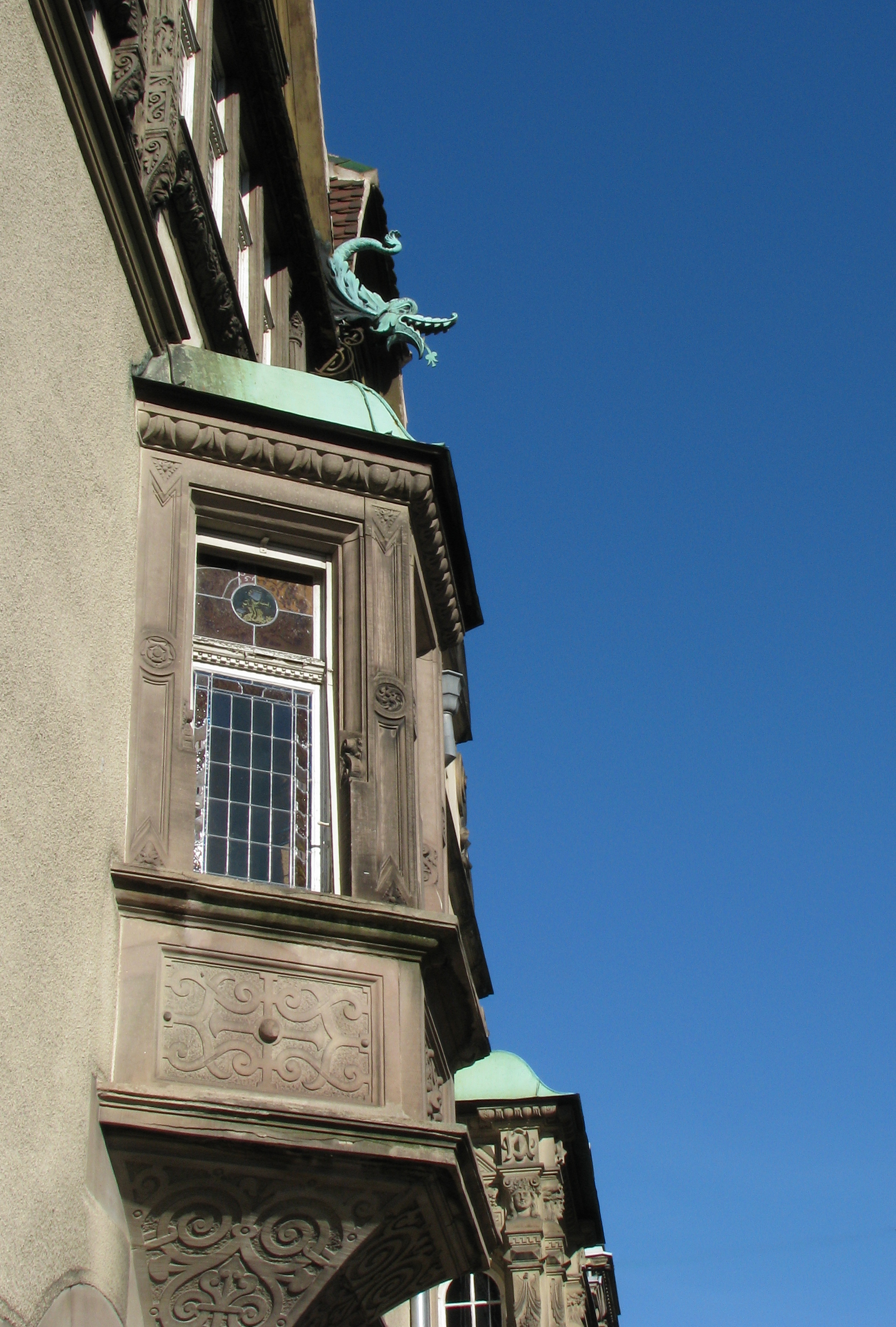
Oriel vu de la rue des Pontonniers.

Ayant récupéré en divers lieux de la ville les éléments décoratifs sacrifiés par l'urbanisme moderne, les architectes avaient eu l'idée d'organiser la construction nouvelle en conséquence. La maison du Katzeroller, rue du Parchemin, a fourni les superbes boiseries de la façade donnant sur la rue, mais qui a remarqué l'image de la maison détruite, pérennisée sur carrelages émaillés sur la face intérieure du portail d'entrée ? L'oriel qui prolonge la salle des professeurs provient, pour partie du moins, de l'ancien « poêle » des boulangers rue des Serruriers et daterait de 1589. Des bouts de vitraux ou de carrelages rapportés de maisons disparues se combinent astucieusement avec des reconstitutions modernes si bien réussies qu'il n'est pas toujours aisé de distinguer le vrai du faux. Comme l'écrivait l'architecte de la ville, chargé de superviser l'opération :
« Les professeurs seront fiers de montrer ces exemples d'art local aux milliers de jeunes filles qui passeront une grande partie de leur jeunesse dans ce bâtiment. Ils les sensibiliseront bien davantage à leur ville natale que quelques visites de musées. Elles seront ainsi poussées à rechercher elles-mêmes de semblables chefs-d'œuvre dans les rues et maisons et contribueront par là à leur conservation. »
De « Höhere Mädchenschule », l'établissement était promu en 1918 « lycée de jeunes filles » et pris en charge par l'État ; c'est depuis 1979 le lycée international, géré par la région Alsace depuis 2005, dans lequel les adolescents s'exercent à manier toutes les langues européennes et le chinois depuis 2004.

## Description du lycée
La partie ancienne du lycée est composée de trois bâtiments distincts. Le premier, en « L » inversé, est situé le long du canal. En face de la petite branche, la maison dite du « Katzeroller », maison du directeur (encore actuellement). À ses côtés, la maison du directeur adjoint (proviseur-adjoint aujourd'hui).
Dans le lycée, tout est fait pour rappeler les doubles objectifs éducatifs de celui-ci : la germanisation et l'initiation à l'art par la démonstration.
Dès l'entrée, après le passage du portail des professeurs, surmonté à l'époque de deux chouettes, et des écussons de l'Alsace, Strasbourg et la Lorraine, l'entrée de la maison du proviseur est surmontée de deux médaillons sculptés, rappelant les visages des éducateurs Fröbel et Pestalozzi, de la fin du XVIIe siècle, début XIXe, tous deux germaniques et théoriciens de l'éducation par la démonstration.
La porte des professeurs, donnant sur une antichambre où est située la loge du concierge, est décorée de vitraux en « cul-de-bouteille », composés de verres ronds cerclés de plomb, typique de l'Alsace.
L'une des innovations de l'intérieur est de bénéficier de voûtes en béton armé.
Chaque étage bénéficie d'un pavement différent, aigle, lion ou poisson, ainsi que feuillage, tous destinés à rappeler la vocation impériale de la ville.
L'intérieur des couloirs était richement décoré, et chaque salle surmontée d'un blason coloré avec dessin de sa fonction (des instruments de musique pour la salle de musique, par exemple).

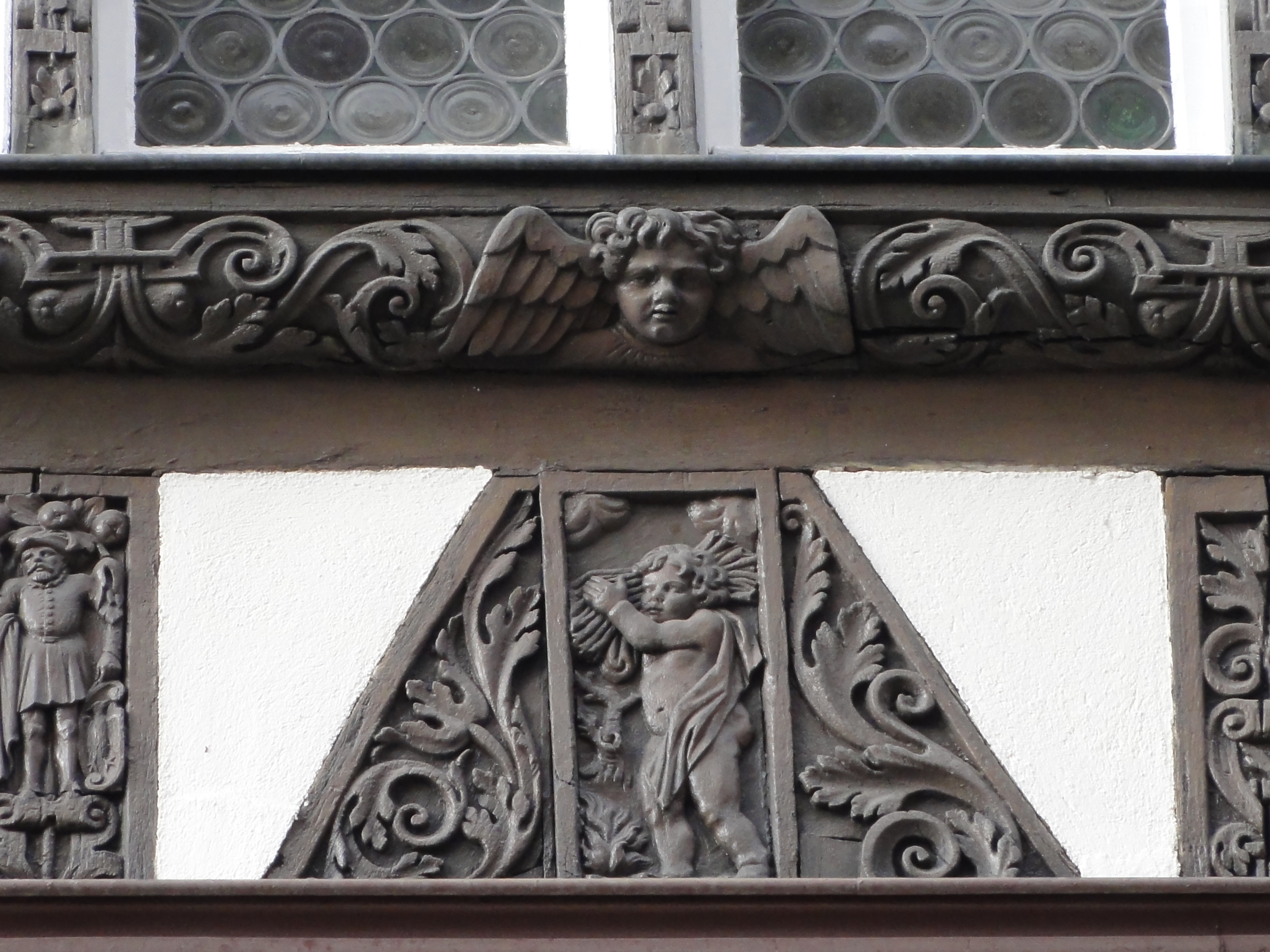
Boiserie de la façade de la maison de la directrice surmontée d'un vitrail en « cul-de-bouteille ».

Les deux escaliers d'époque bénéficient de rampes étudiées en fonction du public les fréquentant. Les élèves ont ainsi un escalier à la rampe en fer forgé, tandis que leurs professeurs ont une rampe en pierre sculptée, où chaque palier est orné d'une colonnade, imitation de diverses colonnes prises dans les régions adjacentes. Les deux escaliers sont maintenant empruntés indifféremment par élèves et professeurs.
Au premier étage la salle des professeurs et la bibliothèque étaient richement décorées, l'une de décors peints (couverts en blanc durant les années 1960) et l'autre de riches boiseries (restaurées récemment). L'une des surprises architecturales du lycée est la présence d'un oriel, imitation de l'oriel de la maison corporative des boulangers. Admirablement intégré à la salle, celui-ci constitue une alcôve.
La bibliothèque bénéficiait d'un riche mobilier néo-gothique, renouvelé récemment, ainsi que d'un matériel pédagogique important (stocké également au grenier), moulages, positifs sur verre, cartes des années 1900, etc.
Le deuxième étage était celui des salles de cours. Enfin, le troisième était une seule salle, la salle de musique.
Le lycée comporte un cadran extérieur auquel était reliée une horloge de précision unique produite par l'entreprise Ungerer à la même date que celle de la construction du lycée. On peut l'admirer lors des journées du patrimoine, et plus particulièrement son mécanisme complexe qui dérive de celui de l'horloge astronomique de la cathédrale de Strasbourg.
Cette horloge fait l’objet d’une inscription au titre des monuments historiques depuis le 13 novembre 2003.
Le lycée international des Pontonniers fait l’objet d’une inscription au titre des monuments historiques depuis le 5 avril 2002. Cela concerne, pour les extérieurs : les façades, la toiture, les murs et les grilles de clôture en fer forgé, en dehors du gymnase ; à l'intérieur : les couloirs et les portes d'entrée des salles, l'escalier principal et sa cage, l'escalier secondaire, la salle et la bibliothèque des professeurs au premier étage. Est également concernée la maison de la Directrice pour ses façades et toitures, ainsi que, à l'intérieur le vestibule et le hall d'entrée, l'escalier et sa cage d'escalier et palier du premier étage, avec leurs boiseries d'origine et les placards de deux pièces du premier étage.

## Scolarité et équipements du lycée
Le lycée facilite l'entrée des étrangers grâce à une structure d'accueil composée d'un module pour ceux qui ne parlent pas du tout le français et une seconde FLE (français langue étrangère) pour ceux qui maîtrisent un peu mieux la langue française, cette seconde FLE d'un niveau identique à une seconde classique leur permet d'envisager un passage en classe de première puis de terminale. En première les élèves étrangers bénéficient de FLE pour la préparation de l'épreuve anticipée de français. À ces dispositifs s'ajoute depuis mars 2009 un MAT (Module d'Accueil Temporaire) pour les étrangers primo-arrivants en vue d'une intégration dans d'autres établissements scolaires de Strasbourg.

### Résultats du baccalauréat
En 2015, le lycée se classe 4e sur 37 au niveau départemental quant à la qualité d'enseignement, et 193e au niveau national, en 2017, il se classe 3e sur 37 et 49e sur 2309 au niveau national. Le classement s'établit sur trois critères : le taux de réussite au baccalauréat, la proportion d'élèves de première qui obtient le baccalauréat en ayant fait les deux dernières années de leur scolarité dans l'établissement, et la valeur ajoutée (calculée à partir de l'origine sociale des élèves, de leur âge et de leurs résultats au diplôme national du brevet).
Le taux de réussite au baccalauréat se situe au-delà de 98 %, atteignant les 100 % sur plusieurs années (notamment en 2011 et 2016).

### Classes préparatoires
Le lycée abrite des CPGE économiques et commerciales (ECS).
En 2015, L'Étudiant donnait le classement suivant pour les concours de 2014 :
| Filière | Élèves admis dans une grande école* | Taux d'admission* | Taux moyen sur 5 ans | Classement national | Évolution sur un an |
| --- | ----------------------------------- | ----------------- | -------------------- | ------------------- | ------------------- |
| ECS | 0 / 31 élèves                       | 0 %               | 1 %                  | 95eex-æquo sur 95   | =                   |
| Source : Classement 2015 des prépas - L'Étudiant (Concours de 2014). * le taux d'admission dépend des grandes écoles retenues par l'étude. Par exemple, en filière ECE et ECS, ce sont HEC, ESSEC, et l'ESCP qui ont été retenus. |                                     |                   |                      |                     |                     |

### Les sections internationales
Intégré dans la série des lycées d'État en 1930, devenu mixte en 1972-1973, le lycée est érigé en 1979 en établissement destiné aux sections internationales, après avoir officiellement pris la dénomination de « Lycée des Pontonniers » en 1975.
Le lycée dispose de six sections dites « nationales » : la section anglaise constitue l'essentiel des effectifs étrangers, avec les sections allemande et russe. Plus modestes, les sections espagnoles, italiennes, polonaises préparent comme leurs consœurs à des baccalauréats équivalents dans les pays étrangers, ou valables dans certaines universités de ces pays (États-Unis et Royaume-Uni, Italie, Espagne, Pologne et Russie).
Les différentes sections internationales sont :
- la section anglophone (niveau spécial et niveau national)
- la section germanophone (Abibac déplacé au Lycée Fustel de Coulanges en septembre 2019) et OIB)
- la section italienne
- la section hispanophone
- la section polonaise
- la section russophone
- la section lusophone, depuis la rentrée 2023

#### Examens internationaux
Le lycée et le collège présentent leurs élèves aux examens traditionnels du système éducatif français. Pour permettre de valoriser au mieux un bagage linguistique particulier, ils leur proposent une série d'examens français ou étrangers spécifiques qui leur permettent une reconnaissance du niveau atteint tant en France que dans les pays concernés.
Ainsi, les élèves des sections internationales passent le Brevet international puis, s'ils le désirent, le baccalauréat à option internationale (OIB) au terme d'un cursus scolaire, composé dans chaque série, de l'enseignement du pays d'origine en littérature et en histoire. Les professeurs des sections internationales sont détachés par leur pays d'origine pour une période de 5 ans.
Les élèves de la section allemande pouvaient jusqu'en 2006, en plus des examens évoqués plus haut, se présenter en classe de première et terminale au « Sprachdiplom », à l'issue d'une préparation particulière. Le lycée international est reconnu comme centre d'examen par les autorités allemandes pour ce diplôme ; celui-ci attestait que son détenteur avait un niveau suffisant en langue pour entrer dans les universités allemandes. Cet examen n'est maintenant proposé qu'aux meilleurs élèves de LV1 allemand, puisque l'AbiBac atteste un niveau bien supérieur au Sprachdiplom, et retire tout intérêt à postuler pour ce dernier. L'AbiBac donne l'équivalence parfaite avec l'Abitur (Allgemeine Hochschulreife) et le baccalauréat et permet au lauréat d'entrer dans le numerus clausus des nationaux allemands. Ce diplôme n'est pas à confondre avec l'OIB allemand, qui est également proposé au lycée des Pontonniers.
La diversité du monde anglo-saxon a conduit le lycée à proposer un éventail assez ouvert de diplômes étrangers en fonction des études envisagées. En effet, à côté du brevet international et du baccalauréat à option internationale (OIB), preuves d'un bilinguisme réel, la section anglaise prépare les élèves à des examens de Cambridge aussi reconnus internationalement :
- Le « First Certificate in English » en fin de 3e et en 2de reconnaissance d'un niveau utile de compétence en anglais.
- Le « Certificate in Advanced English » - niveau avancé de compétence en anglais dans le 2e cycle.
- Le « Certificate of Proficiency in English » - niveau réellement supérieur de compétence en 1re et terminale.

Une demande croissante se développe pour les examens des États-Unis: PSAT et TOEFL; elle émane autant de jeunes Américains que de Français. Ces examens d'entrée dans les universités américaines portent, pour le premier sur la langue et les sciences, pour le second sur une connaissance de la langue (obligatoire pour les non anglophones). Le nombre de points obtenus (maximum 700 points) détermine la possibilité de choisir son université. Cet examen se passe au niveau 1re-terminale. En fonction des demandes, d'autres préparations sont envisagées (par exemple : FBCCI, anglais commercial).
Depuis 1991, le lycée est centre d'examen du « diploma bàsico » ouvert aux hispanisants.
À partir de 1994, des élèves du lycée présenteront le « Certificato di Conoscienza della lingua Italiana » organisé par l'Institut Culturel Italien de Strasbourg.

## Personnalités liées au lycée

### Anciens élèves de l’ancienlycée de jeunes filles
- Marcelle Cahn, artiste peintre
- Antoinette Feuerwerker (née Gluck), juriste et résistante
- Malou Schneider, archéologue et conservatrice en chef du patrimoine
- Jeanine Sontag, résistante française d'origine juive, qui a combattu au sein de l'Armée secrète ainsi que dans les rangs du Bataillon FTP-MOI Lyonnais, Carmagnole
- Catherine Trautmann, ancienne députée européenne, ancienne ministre de la culture et ancienne maire de Strasbourg
- Rose Warfman (née Gluck), assistance sociale et infirmière, résistante, déportée à Auschwitz et rescapée, héroïne de la Résistance
- Florence Benoît-Rohmer, juriste et ancienne doyenne de la faculté de droit et de sciences politiques de Strasbourg.

### Anciens élèves du lycée international
- Alex Lutz, comédien, humoriste, metteur en scène et auteur de théâtre
- Johannes Honigmann, traducteur théâtral et littéraire allemand
- Daniel Funeriu, homme politique roumain, ancien député européen
- Lauréline Kuntz, comédienne et humoriste
- Jules Stimplfing, entrepreneur et créateur de contenu
- Nadia Daam, journaliste
- Neil Ibata, publia à l'âge de 15 ans avec l'aide de son père Rodrigo Ibata un article scientifique dans la revue Nature
- Elise Fugler, écrivain, présidente de Mensa Île de France
- Pio Marmai[12], acteur

### Anciens enseignants du lycée
- Lucie Aubrac, résistante française communiste à l'occupation allemande et au régime de Vichy pendant la Seconde Guerre mondiale. Elle agit notamment avec son mari, Raymond Samuel, connu sous le pseudonyme de Raymond Aubrac
- Abraham Deutsch, grand rabbin de Strasbourg
- Germaine Goblot, résistante
- André Magnan, chercheur

## Listes des proviseurs
- Jusqu'en 1995[13] : Nicole Lafon
- 1995-2008 : Anne-Marie Meyer
- 2008[14]-2017 : Martine Quelen
- 2017-2021 : Jean-Philippe Fussler
- Depuis Septembre 2021 : Véronique Rosay

## Images

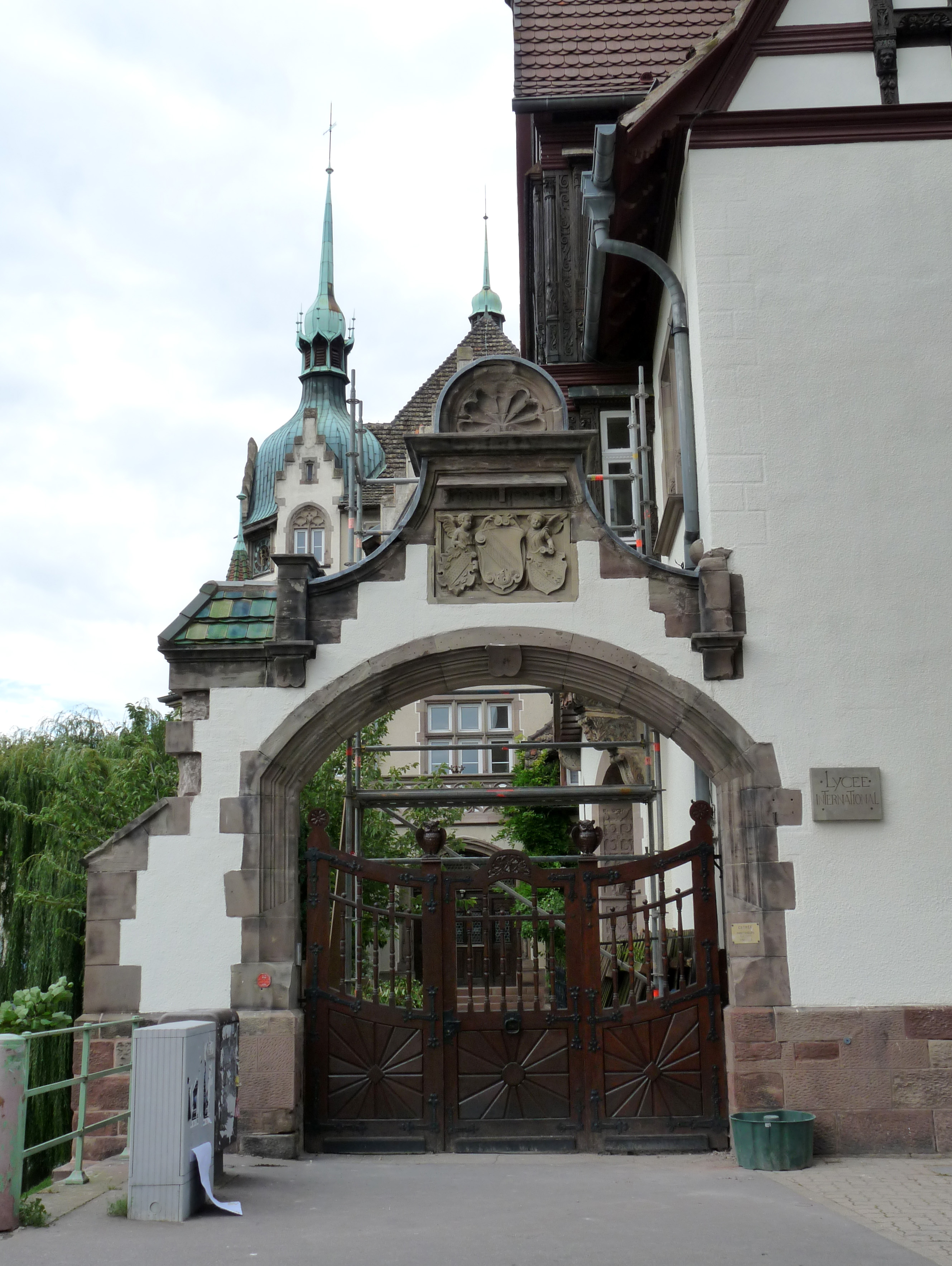
Entrée des professeurs du lycée international des Pontonniers.
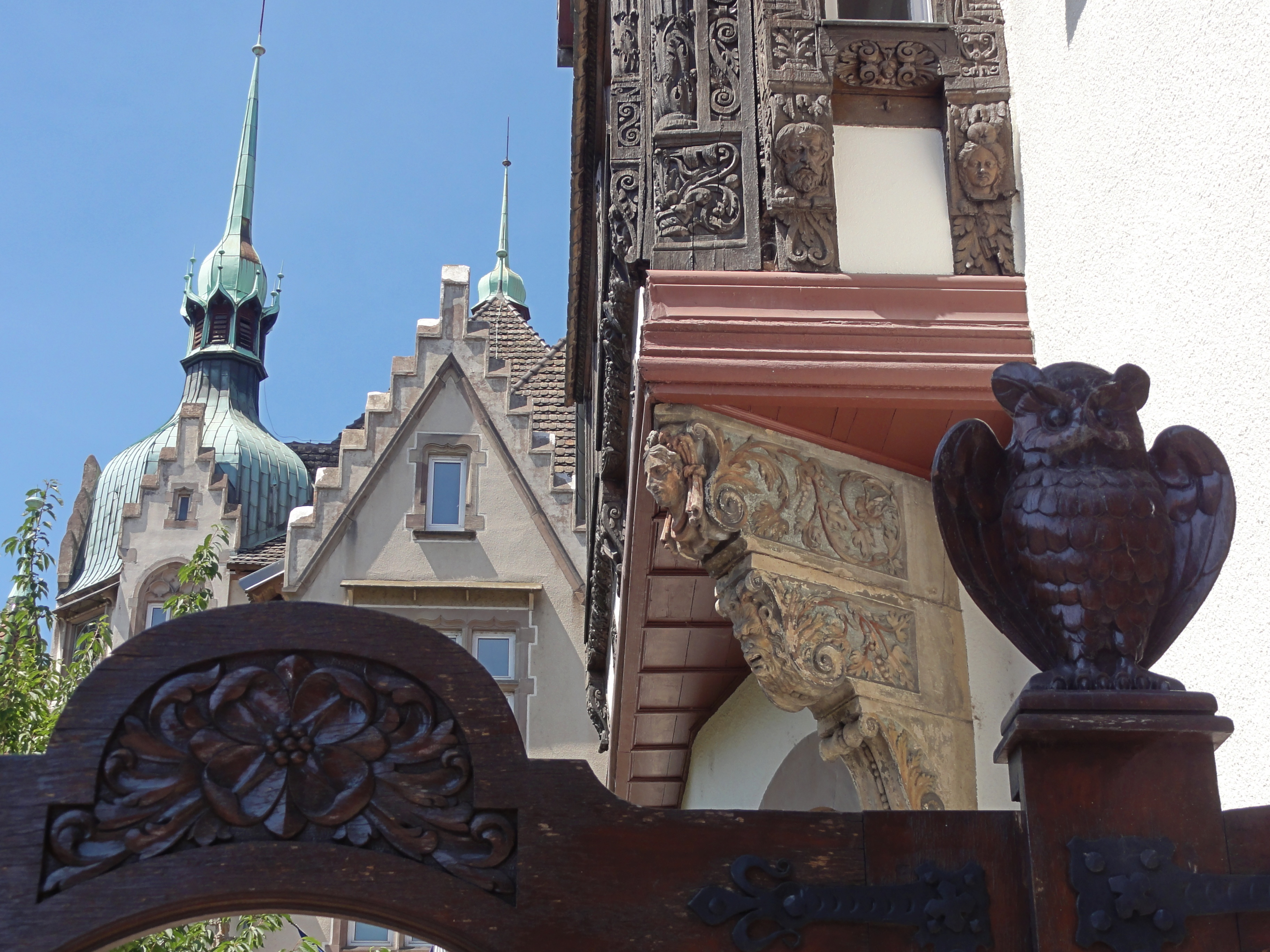
La chouette, symbole présent à l'intérieur comme à l'extérieur.
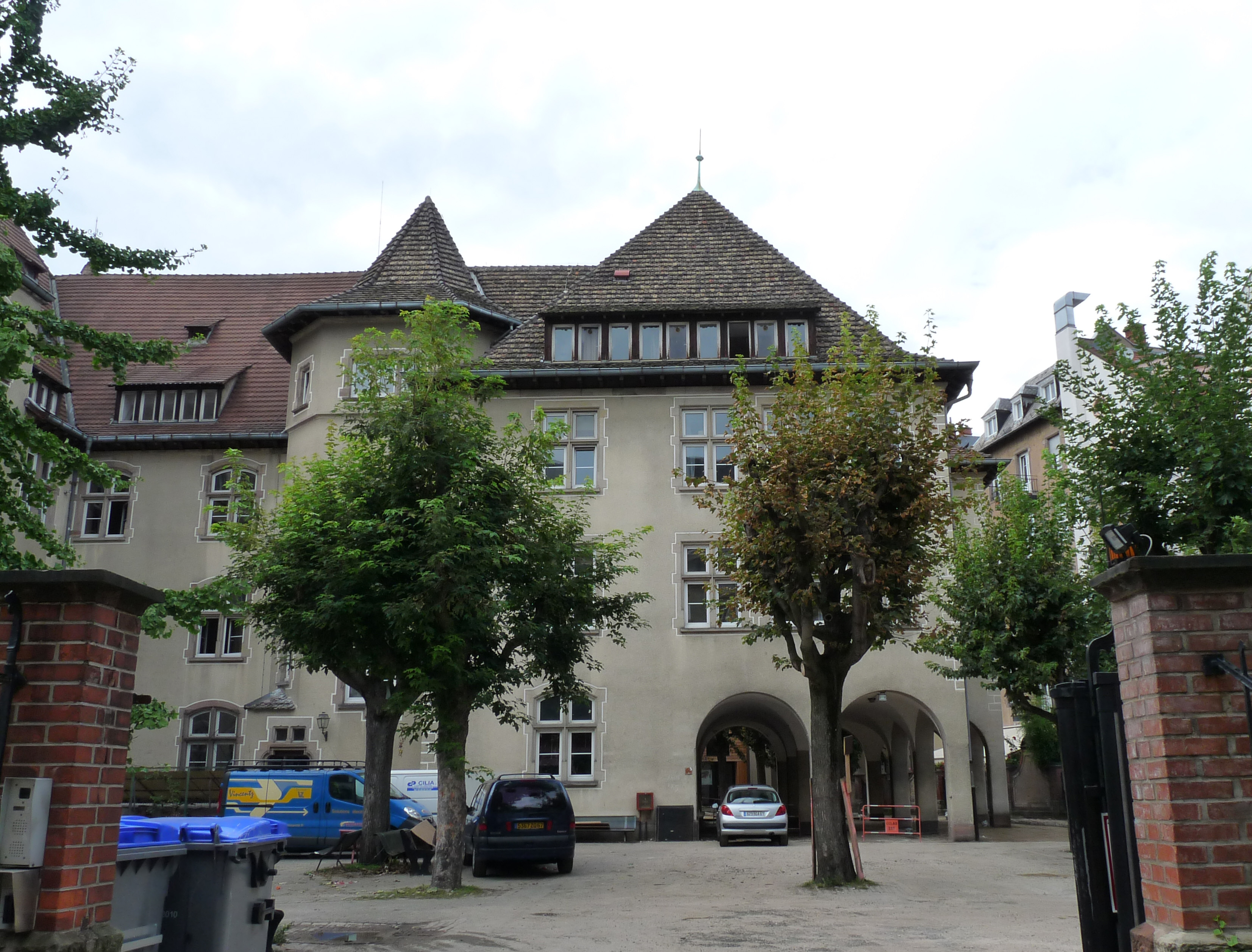
La cour intérieure.